# Dipartimento federale dell'interno
Il Dipartimento federale dell'interno (DFI; in tedesco: Eidgenössisches Departement des Innern - EDI, in francese: Département fédéral de l'intérieur - DFI, in romancio: Departament federal da l'intern - DFI, in inglese: Federal Department of Home Affairs - FDHA) è uno dei sette dipartimenti (ministeri) nel governo svizzero.
Elisabeth Baume-Schneider è a capo del dipartimento dal 1º gennaio 2024.

## Cambiamento di denominazione
- 1848 Dipartimento dell'interno
- 1979 Dipartimento federale dell'interno

## Uffici competenti
- Segreteria generale
  - Commissione federale contro il razzismo
  - Servizio di lotta contro il razzismo
  - Ufficio federale dell'uguaglianza per le persone handicappate
  - Centro di servizi informatici
  - Commissioni federali di ricorso
- Ufficio federale per l'uguaglianza fra donna e uomo
- Ufficio federale della cultura
  - Biblioteca nazionale svizzera
  - Museo nazionale svizzero
- Archivio federale svizzero
- Ufficio federale di meteorologia e climatologia (MeteoSvizzera)
- Ufficio federale della sanità pubblica
  - Assicurazione malattia e sanità
  - Politica della sanità
  - Sanità pubblica
  - Protezione dei consumatori
- Ufficio federale di statistica
- Ufficio federale delle assicurazioni sociali
  - Assicurazione vecchiaia e superstiti (AVS)
  - Invalidità
  - Affari internazionali
  - Centrale per le questioni familiari
- Segreteria di Stato per l'educazione e la ricerca
- Settore dei politecnici federali
- Swissmedic, Istituto svizzero per gli agenti terapeutici

## Consiglieri federali a capo del dipartimento
- 1848-1857: Stefano Franscini
- 1857-1863: Giovanni Battista Pioda
- 1864: Karl Schenk
- 1865: Jakob Dubs
- 1866-1870: Karl Schenk
- 1871-1872: Jakob Dubs
- 1872-1873: Karl Schenk
- 1874-1875: Melchior Josef Martin Knüsel
- 1876-1878: Numa Droz
- 1879-1884: Karl Schenk
- 1885: Adolf Deucher
- 1886-1895: Karl Schenk
- 1895-1897: Eugène Ruffy
- 1898-1899: Adrien Lachenal
- 1900-1903: Marc-Emile Ruchet
- 1904-1905: Ludwig Forrer
- 1906-1910: Marc-Emile Ruchet
- 1911: Josef Anton Schobinger
- 1912: Marc-Emile Ruchet
- 1912: Camille Decoppet
- 1913: Louis Perrier
- 1913-1917: Felix-Louis Calonder
- 1918-1919: Gustave Ador
- 1920-1928: Ernest Chuard
- 1929: Marcel Pilet-Golaz
- 1930-1934: Albert Meyer
- 1934-1959: Philipp Etter
- 1960-1973: Hans-Peter Tschudi
- 1974-1982: Hans Hürlimann
- 1983-1986: Alphons Egli
- 1987-1993: Flavio Cotti
- 1994-2002: Ruth Dreifuss
- 2003-2009: Pascal Couchepin
- 2009-2011: Didier Burkhalter
- 2012-2023 Alain Berset
- dal 2024:      Elisabeth Baume-Schneider